# Années 1980 en France
Pour des articles plus généraux, voir Années 1990, Histoire de la France sous la Cinquième République et Chronologie de la France sous la Ve République.

## 1980
- Mai : mouvement étudiant contre le décret Imbert visant à limiter l'inscription des étrangers dans les universités françaises
- 30 juillet : indépendance du Vanuatu

## 1981
10 mai 1981, soutenu par toute la gauche, après avoir échoué face au général de Gaulle en 1965 et Valéry Giscard d'Estaing en 1974, François Mitterrand remporte l'élection présidentielle française de 1981 face à Valéry Giscard d'Estaing, avec 51,75 % des suffrages exprimés.
Pour la première fois, sous la Ve République, la gauche est au pouvoir. Pierre Mauroy est nommé premier ministre d'un gouvernement d'union de la gauche comprenant donc 4 ministres issus des rangs du Parti communiste. Ce gouvernement mena de nombreuses réformes, dont :
- l'abolition de la peine de mort
- la cinquième semaine de congés payés
- l'abaissement de la durée légale du travail à 39 heures par semaine
- la libéralisation de la radio et de la télévision (par la création de la Haute Autorité de la communication audiovisuelle)
- la suppression de la sélection à l'entrée des universités

## 1982
À partir de 1982, le gouvernement, menacé de banqueroute, est obligé de mettre un terme à sa politique social-démocrate et doit mettre en œuvre des réformes libérales. Révolte des sidérurgistes contre les licenciements.

## 1983
- Mai : manifestations contre le projet de réforme de l'enseignement supérieur

## 1984
- Pierre Mauroy est remplacé par Laurent Fabius et renforce ainsi le tournant libéral. Le PCF refuse de participer au nouveau gouvernement.
- 7 février : Mort de François de Bourbon, frère aîné du prince Louis de Bourbon, actuel prétendant au trône de France.

## 1986-1987
Articles détaillés : 1986 en France, 1987 en France
Malgré la modification du système de scrutin (passage au scrutin proportionnel), la gauche perd la majorité absolue à l'Assemblée, inaugurant ainsi une situation inédite : la cohabitation entre un premier ministre et un président de la république politiquement opposé: Jacques Chirac forme le nouveau gouvernement. Cependant, François Mitterrand décide de ne pas démissionner. Commence alors une ère de cohabitations et d'alternances.
Le retour de la droite est marqué par d'importants mouvements de grèves des étudiants, des cheminots, et des infirmières.
Février 1987 : arrestation des militants d'Action directe.

## 1988
En 1988, la tendance est inverse de 1986. François Mitterrand est redevenu populaire, et Jacques Chirac, usé par le pouvoir est en perte de vitesse.
- 24 avril : premier tour de l'élection présidentielle.
- 8 mai : deuxième tour. Élection de François Mitterrand pour un deuxième mandat de président de la République.
- 10 mai : nomination de Michel Rocard au poste de Premier ministre
- 14 mai : dissolution de l'Assemblée nationale
- 5 juin : premier tour des élections législatives
- 12 juin : deuxième tour
- 3 novembre : référendum sur la Nouvelle-Calédonie

## Mode
La mode des années 1980 devient matérialiste et met l'accent sur l'apparence. Logo, marques, couleurs, maquillage, la tenue et accessoires doivent être ostentatoires. Paris redevient le centre de la mode mondiale imposant nombre de nouveaux stylistes venus de différents horizons ; Mugler, Gaultier, Alaïa et Montana en sont les vedettes. La haute couture, représentée symboliquement par Saint Laurent et Givenchy, retrouve ses clientes : le monde entier se tourne vers la capitale française, la mode est créative, omniprésente, parfois sportswear ; Le Forum des Halles et Le Palace sont des points névralgiques pour les tendances du début de décennie. La musique popularise les tenues les plus diverses dans la rue. Mais si Paris insuffle au monde une mode dynamique durant ces années « fric et frime », il s'y développe à l'opposé une mode plus sobre, plus sombre, avec les collections de Rei Kawakubo et les créateurs minimalistes. Le noir envahit la garde-robe de chacun. Aux alentours de 1987, la période d'euphorie décline, le Sida fait des ravages dans ce domaine.

## Exposition
- « Années 80. mode, design et graphisme en France », Les Arts décoratifs, 13 octobre 2022 au 16 avril 2023.